# The Last Kiss (album)
Pour les articles homonymes, voir Last Kiss.
Albums de Jadakiss
Kiss of Death
(2004) The Last Kiss
(2009)
Singles
1. By My Side
Sortie : 7 octobre 2008
2. Can't Stop Me
Sortie : 17 février 2009
3. Death Wis
Sortie : 24 mars 2009
4. Who's Real
Sortie : 16 juin 2009

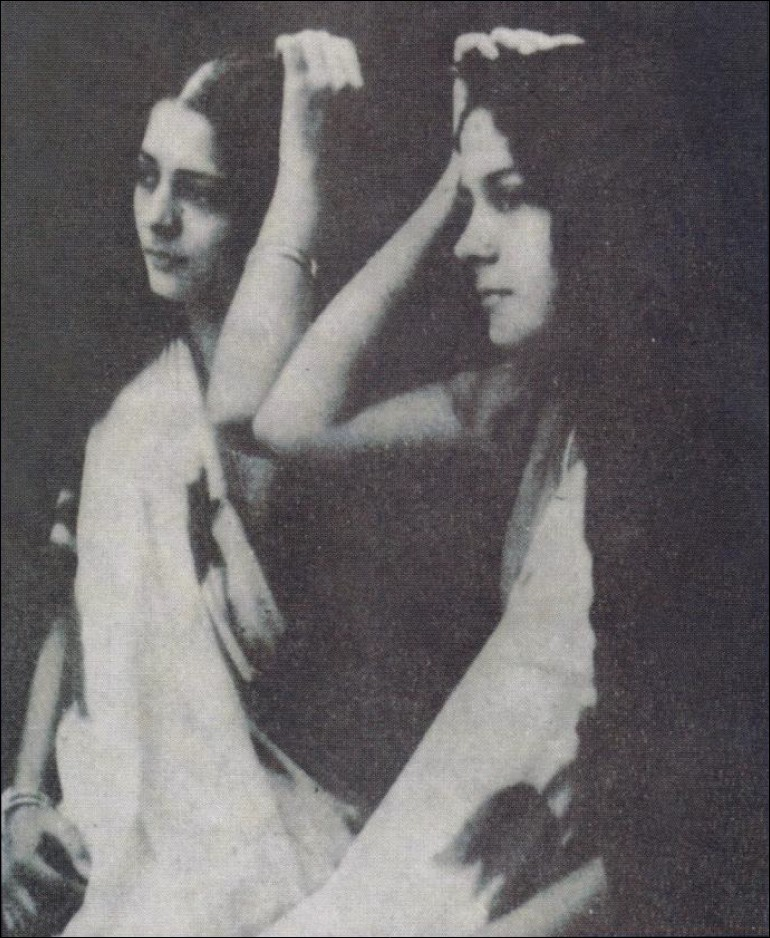
Photo du film Le dernier baiser (1931) avec l'actrice Lolita.

The Last Kiss est le troisième album studio de Jadakiss, sorti le 7 avril 2009.

## Historique
Après la signature d'un contrat chez Roc-A-Fella, le label de Jay-Z, en novembre 2007, Jadakiss commence à enregistrer en 2008. Après avoir été maintes fois repoussée, la date de sortie de l'album est finalement annoncée pour le 7 avril 2009.
Le titre original de l'opus était Kiss My Ass que le rappeur a changé en raison d'une mauvaise réception auprès des détaillants.
Le titre The Last Kiss (Le Dernier Baiser) pouvant laisser entendre que ce serait le dernier album de l'artiste, Jadakiss a déclaré qu'il n'avait pas l'intention de prendre sa retraite et s'est expliqué sur sa signification : « Certaines personnes m'ont demandé s'il s'agissait de mon dernier album. Non, c'est juste que le premier s'intitulait Kiss tha Game Goodbye, le second The Kiss of Death, alors j'ai nommé le troisième The Last Kiss, pour conclure la trilogie. C'est la dernière fois que l'utilise le mot kiss dans le titre d'un de mes albums. »

## Contenu
Le titre Letter to B.I.G. fait partie de la bande originale du film Notorious B.I.G..

## Réception
L'album a été plutôt bien accueilli par la critique, le site Metacritic lui attribuant la note de 61 sur 100.
Il s'est classé 1er au Top R&B/Hip-Hop Albums et au Top Rap Albums, 3e au Billboard 200 et 6e au Top Internet Albums.

## Liste des titres
| No  | Titre | Contient un (des) sample(s) de                 | Durée |
| --- | --- | ---------------------------------------------- | ----- |
| 1.  | Pain & Torture (Produit par Buckwild)                                                                                 | Montage of Power de Ray Russell                | 3:09  |
| 2.  | Can't Stop Me (featuring Ayanna Irish – Produit par Neo da Matrix)                                                    | Ain't No Mountain High Enough de Diana Ross    | 3:52  |
| 3.  | Who's Real (featuring Swizz Beatz et OJ da Juiceman – Produit par Snagz et Swizz Beatz)                               | If You're Happy and You Know It (traditionnel) | 3:11  |
| 4.  | Grind Hard (featuring Mary J. Blige – Produit par The Inkredibles)                                                    |                                                | 5:06  |
| 5.  | Something Else (featuring Young Jeezy – Produit par Fiend)                                                            |                                                | 3:35  |
| 6.  | One More Step (featuring Styles P – Produit par Sean C & LV)                                                          | We're Almost There de Michael Jackson          | 4:26  |
| 7.  | Stress Ya (featuring Pharrell Williams – Produit par The Neptunes)                                                    |                                                | 3:39  |
| 8.  | What If (featuring Nas – Produit par ChopHouze)                                                                       |                                                | 3:55  |
| 9.  | Things I've Been Through (Produit par DJ Neeli Neel)                                                                  | Promise Me de Luther Vandross                  | 3:40  |
| 10. | I Tried (featuring Avery Storm – Produit par Baby Grand)                                                              |                                                | 3:39  |
| 11. | Rockin' with the Best (featuring Pharrell Williams et Bobby V – Produit par The Neptunes)                             |                                                | 3:20  |
| 12. | Smoking Gun (featuring Jazmine Sullivan – Produit par Mr. Porter)                                                     |                                                | 3:42  |
| 13. | Cartel Gathering (featuring Ghostface Killah et Raekwon – Produit par Swiff D et Eddie F)                             | Warm Ride de Rare Earth                        | 2:53  |
| 14. | Come & Get Me (featuring Sheek Louch et S.I. – Produit par Neenyo)                                                    | This Is My Night de Chaka Khan                 | 3:07  |
| 15. | By My Side (featuring Ne-Yo – Produit par Eric Hudson)                                                                | I Need Your Lovin' de Teena Marie              | 3:29  |
| 16. | Letter to B.I.G. (featuring Faith Evans – Produit par Needlz)                                                         | This Time I'll Be Sweeter de Roberta Flack     | 3:59  |
| 17. | Something Else (Remix) (featuring Young Jeezy, Snype Life, Bully, A.P., Boo Rossini et Blood Raw – Produit par Fiend) |                                                | 5:23  |
| 18. | Death Wish (featuring Lil Wayne – Produit par The Alchemist)                                                          |                                                | 3:24  |